# Карп'юк Анатолій Микитович
Анатолій Микитович Карп'юк (нар. 1 липня 1932 року в селі Кутрів Горохівського район Волинської області) — педагог, поет, краєзнавець.

## Біографічні відомості
Середню освіту отримав у місті Берестечку.
Після закінчення історико-філологічного факультету Луцького державного педагогічного інституту ім. Лесі Українки учителював на Костопільщині — в селах Космачів та Пеньків Рівненської області. У 1963–1994 рр. викладав українську мову та літературу в Костопільській середній школі № 1 ім. Т. Г. Шевченка. Після виходу на заслужений відпочинок працював науковим співробітником районного краєзнавчого музею (1994–2003), займався історико-пошуковою роботою.
З 31.10.2019 член Національної спілки письменників України.

## Творчість
Його перу належать майже п`ятдесят книг (поетичних, літературознавчих та історико-краєзнавчих).
Автор збірки ліричних віршів «На крилах часу» (2004).

## Автор збірок для дітей
- «Сорочині іменини» (1994)
- «Загаданки для Оксанки» (1995)
- «Сонячний зайчик» (1997)
- «Малювала киця хатку» (2002)
- «Синичка» (2003)
- «Зозулині черевички» (2008)

## Упорядник книг
- «Обереги духовності» (2000)
- «Стежками легенд і переказів» (2001)
- «Спогади про Юрія Жилка» (2003)
- «Не приведи загинути рабом» (2004)
- «Лицар свободи» (2004)
- «Над Замчиськом» (2005)
- «Невольничі пісні» (2005)
- «Герась Соколенко. Сурмач визвольних змагань» (2010)
- «Юрій Жилко — син Поліського краю» (2011)

## Автор історико-краєзнавчих нарисів
- «Костопіль» (1999)
- «Мандрівка в минуле» (2006)
- «Вулицями Костополя» (2007)
- «Злазне і його околиці» (2008)
- «Ставок: село на сторінках історії» (у співавторстві з Н.Захожою) (2010)
- «Янова Долина» (у співавторстві з В.Мельником) (2011)
- «Підлужне і навколишні села» (2012)
- «В місті над Замчиськом» (2013)
- «Звіздівка» (у співавторстві з М.Малишем) (2014)

## Автор збірок гумору та сатири
- «Дача в дипломаті» (2003)
- «Сміхомовки» (2009)
- «Експромти» (2011)
- «Фігури з натури» (2012)
- «Кум говорить» (2014)

## Літературні переклади
- Олександр Грін. Історія одного яструба. — Костопіль: ЗАТ «Костопільська друкарня», 2008.

## Публікація творів на шпальтах періодичних видань
- Карп'юк А. В гостях у Франка: [Дорожні нотатки] // Червоний промінь. — 1966. — 27 жовтня.
- Карп'юк А. Пісні з Волині // Будівник комунізму. — 1972. — 24 квітня.
- Карп'юк А. Спалах у небі (випадок над Костополем): [ Про загибель льотчиків розвідувального авіаполку] // Червоний промінь. — 1975. — 30 січня.
- Карп'юк А. Мандрівка у Лесин край: [Рецензія на путівник «Волинь туристська»] // Червоний промінь. — 1975. — 4вересня.
- Карп'юк А. Сторінки великої дружби: [Про дружбу Лесі Українки і Сергія Мержинського] // Червоний промінь. — 1981. — 28 лютого.
- Карп'юк А. Слово добром проросте: [Про поета В.Забаштанського] // Червоний промінь. — 1981. — 7травня.
- Карп'юк А. Поетичний огнецвіт: [До 100-річчя з дня народження Григорія Чупринки] // Вічеве слово. — 1994. — 26 листопада.
- Карп'юк А. Я бачила Уласа Самчука // Молодь України. — 1995. — 16 лютого.
- Карп'юк А. Два тижні в дружній Чехо-Словаччині: [Дорожні нотатки] // Червоний промінь. — 1995. — 9 вересня.
- Карп'юк А. Волинь для них була святістю // Вічеве слово, 1995. — 11листопада.
- Карп'юк А. Мовою книжкових знаків: [ Про екслібриси Ніла Хасевича] // Вічеве слово. — 1995. — 22 листопада.
- Карп'юк А. Шляхами визвольних змагань: [Події Хмельниччини на Костопільщині] // Вічеве слово. — 1995. — 27 грудня.
- Карп'юк А. Олесь Журба: [Про репресованого поета з-під Києва Кузьму Грищенка] // Вічеве слово. — 1996. — 31 липня.
- Карпֹюк А. Історія в легендах і переказах // Вічеве слово. — 1996. — 14 серпня.
- Карп'юк А. Коли б я зодчим був…: [Про перебування Лесі Українки на Рівненщині] // Дзвін. — 1997. — 21 лютого.
- Карп'юк А. Доля сім'ї Рощинських // Молодь України. — 1997. — 13 березня.
- Карп'юк А. Згадав свою Волинь святую: [ Про перебування Т. Г. Шевченка на Рівненщині] // Вічеве слово. — 1997. — 26 березня.
- Карп'юк А. У дзеркалі слова: [Про вчителя В. Крисанова] // Дзвін. — 1997. — 22 серпня.
- Карп'юк А. Поети невідомої долі: [Про Герася Соколенка та Миколу Болкуна] // Вічеве слово. — 1997. — 19листопада.
- Карп'юк А. Сторінками «Костопільських вістей» // Вічеве слово. — 1997. — 10 грудня.
- Карп'юк А. Поет із Підлужного: [До сторіччя з дня народження Ю.Жилка] // Вічеве слово. — 1998. — 28 лютого.
- Карп'юк А. Не приведи загинути рабом: [Про поета Леоніда Мосендза] // Вільне слово. — 1998. — 24 червня.
- Карп'юк А. Яка доля Герася Соколенка // Українські вісті. — 1998. — 22 листопада.
- Карп'юк А. Трійка ухвалила…розстріляти: [ Про Ю. Жилка] // Молодь України. — 1998.
- Карп'юк А. .Вище нього — тільки небо: [Про храм с. Бечаль на Костопільщині] // Голос України. — 1999. — 6 січня.
- Карп'юк А. М. Ім'я поета — на фасаді школи: [Про вшанування пам'яті Т. Г. Шевченка] // Вічеве слово. — 1999. — 5березня.
- Карп'юк А. Письменниця-меценатка // Вічеве слово. — 2000. — 22 квітня.
- Карп'юк А. Я щаслива людина: [Про художницю з Волині Валентину Михальську] // Вічеве слово. — 2001. — 14 квітня.
- Карп'юк А. Очерет йому був за колиску: [ Про поета Д. Фальківського] // Вічеве слово. — 2002. — 13квітня.
- Карп'юк А. Він був смертельно поранений на лівому березі Замчиська: [Про Олекса Прокопчука — партизанського поета] // Вічеве слово. — 2002. — № 5-6.
- Карп'юк А. Поет — наш земляк: [До 105- річниці від дня народження Ю.Жилка] // Вічеве слово. — 2003. — 29 березня.
- Карп'юк А. Пам'ятник учителеві: [Про Антона Олійника — педагога-патріота] // Вічеве слово. — 2003. — 18 жовтня.
- Карп'юк А. Літературна ораниця: [Про письменника Михайла Іванченка] // Вічеве слово. — 2006. — 21 січня.
- Карп'юк А. До Лесиних джерел // Вічеве слово. — 2006. — 18 лютого.
- Карп'юк А. Коротка візитка краю // Костопільський край. — 2006. — 1 березня.
- Карп'юк А. Злазненські бунтівники // Костопільський край. — 2006. — 12 березня.
- Карп'юк А. Було колись село Остальці: [На місці с. Остальці був заснований Костопіль] // Костопільський край. — 2006. — 15 березня.
- Карп'юк А. Янова долина//Костопільський край. — 2006. — 6 квітня.
- Карп'юк А. Битва за Костопіль. 90 років тому армія УНР визволила Костопіль од більшовиків // Костопіль-центр. — 2009. — № 9 / 27 лют./. — С.3.
- Карп'юк А. На Аскольдовій могилі поховали їх: [до 95 річниці подвигу під Крутами] // Віче Костопільщини. — 2013. — № 4 / 26 січ./. — С.3.
- Карп'юк А. Мала історія України // Віче Костопільщини. — 2013. — № 32 /10 серп./. — С.5.
- Карп'юк А. Григорій Рибак. «Крути. Боротьба з більшовизмом»//Віче Костопільщини. — 2014. — № 19 /9 трав./. — С.4. — Початок. — Продовження : № 20, 21, 22, 23.